# 科马佩德罗萨山
科马佩德罗萨山（加泰隆尼亞語發音：[ˈkomə pəˈðɾozə]，本地發音：[ˈkoma peˈðɾoza]）是比利牛斯山脉的一部分，也是安道尔最高的一座山，海拔2943米。科马佩德罗萨山的登山运动比较盛行，山路较为难行，尽管登山道路多为直路。山中有多个湖泊分布在山的斜坡处，其中知名的是靠近西班牙，位于山区西坡Baiau湖。
山区附近的城镇有阿林萨尔、马萨纳等。历史上，山区的存在保护了安道尔的国家安全。

## 地理
科马佩德罗萨山类似金字塔状，位于安道尔的西北部，毗邻法国和西班牙。山地曾经作为安道尔和法国的自然屏障，一定程度上保护了安道尔的国家安全。山地在安道尔国内形成了65个山峰，平均海拔在2,000米（6,562英尺）以上，其中最高峰海拔2,943米（9,656英尺）。
山区丘陵和山谷等景色吸引了百万以上游客，推动了当地旅游业的发展。山区的高处被森林所覆盖，低处有部分耕地。在冬季，山上被积雪覆盖，使滑雪和攀冰等运动成为可能。在夏季，山区提供多条方便长途跋涉的路线。
小镇阿林萨尔位于山下的一个狭窄山谷中。

## 植物
科马佩德罗萨山多被森林覆盖，山谷地区主要生长松树、白桦和冷杉等。山地和临近草原的水流在山谷形成许多冰川湖泊。 由于山区滑雪的流行，阿林萨尔附近地区的原始自然景观已被旅游度假区、酒店、餐厅和商业机构等取代。这一现象引起了自然保护者对保护森林的注意，保护者提出限制滑雪场和建筑物发展的计划，推进保护区建立公园路网保护生态。

## 旅游
徒步旅行一般从阿林萨尔出发，因为这条路通常被认为是最易登山的道路。在海拔1,580（5,180英尺）处有一个野餐地。大约4到4个半小时可以到达科马佩德罗萨山的顶峰。登山的起初，约步行800（2,600英尺）长的道路后，是科马佩德罗萨河和流向格劳的另一条河的交汇处。海拔2,272（7,454英尺）处提供一个避难和露营地。
冬季，在阿林萨尔谷地提供滑雪板和滑雪场地。1973年，阿林萨尔建设了首条滑雪缆车，提供缆车服务在海拔2,260（7,410英尺）处有一个山间小屋，建成于1992年。

## 图集

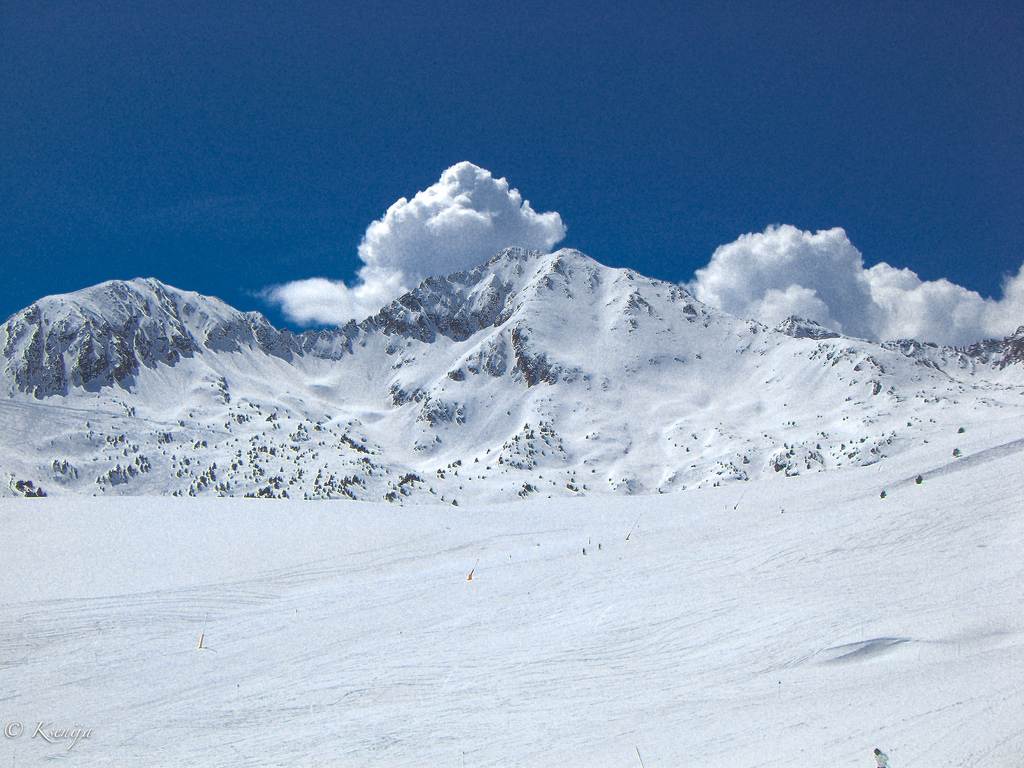
被雪覆盖的科马佩德罗萨山
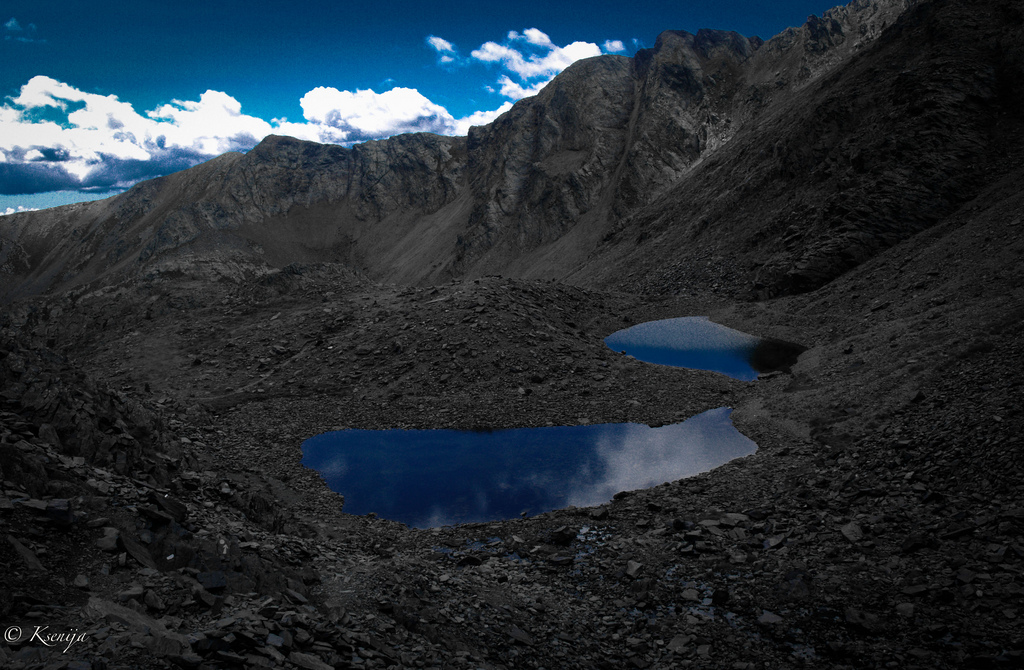
山顶附近道路
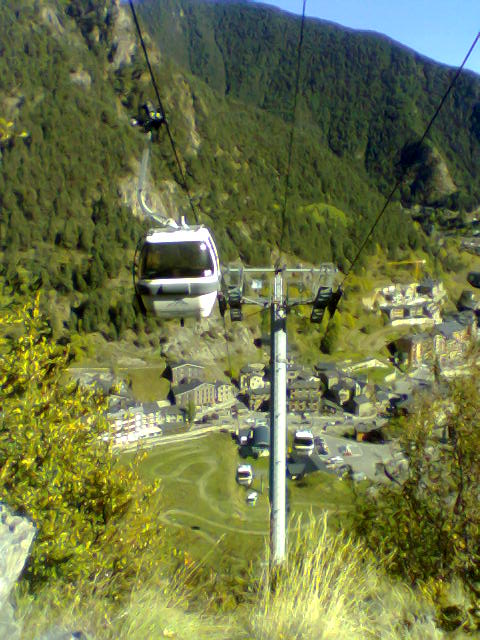
阿林萨尔的缆车